# George William Lamplugh
George William Lamplugh (Driffield, East Riding of Yorkshire, 8 de abril de 1859 — St Albans, 9 de outubro de 1926) foi um geólogo britânico.
Foi eleito membro da Royal Society em 1905 e laureado com a Medalha Bigsby de 1901 e com a medalha Wollaston de 1925, ambas pela Sociedade Geológica de Londres.